# Jean-Michel Charlier
Jean-Michel Charlier (Lieja, 30 d'octubre de 1924 - París, 10 de juliol de 1989) va ser un prolífic guionista de còmics belga, un dels més importants del còmic francobelga i creador de multitud de sèries d'aventures. Entre d'altres, Tanguy et Laverdure, Buck Danny, Blueberry i Barbe-Rouge. Va ser cofundador a més de la famosa revista francesa Pilote (1959-1989).

## Biografia i trajectòria professional
Jean-Michel, va néixer a Lieja, capital de la província belga del mateix nom, el 30 d'octubre del 1924. Va fer la carrera de Dret, però en acabar els estudis va decidir de treballar com a autor de còmic, ja que sempre li havien fascinat els còmics de Les aventures de Tintín. A finals de la Segona Guerra Mundial va començar a treballar com a guionista i dibuixant en algunes revistes que s'editaven a Bèlgica. Amb el temps es va adonar que el seu dibuix era mediocre i que difícilment el milloraria, això el va portar a dedicar-se a fer només els guions dels còmics deixant el dibuix per altres companys de professió. Charlier, afrontava el seu treball molta seriositat, una anècdota que ho reflecteix és el fet que quan estava a la meitat del guió del segon àlbum de Buck Danny, va decidir que per escriure bons guions de còmics d'aviació calia com a mínim tenir nocions bàsiques de pilotatge d'avions. Es va inscriure en una acadèmia i va fer els cursos pertinents fins a obtenir el carnet d'Pilot d'aviació comercial. Uns anys més tard i a causa de la falta de feina com a guionista de còmics va treballar com a pilot per la companyia d'aviació Sabena.
Jean-Michel Charlier és sobretot un excel·lent narrador que sap captivar als lectors i mantenir-los en suspens des del principi fins al final de la història. Se centra en els personatges, ja siguin bons o dolents. La trama no només es basa en els fets pròpiament dits sinó també en la psicologia dels personatges. L'heroi de la història en general té una personalitat d'escolta (boy scout) com Buck Danny o Michel Tanguy. Aquest tret venia imposat per les normes de l'època en les històries per a joves, però els personatges secundaris són sovint molt més interessants des del punt de vista psicològic.
Les seves creacions més conegudes com a guionista de còmics varen ser: Les Belles Histoires de l'oncle Paul, Blueberry (dibuix de Jean Giraud), Buck Danny (dibuix de Victor Hubinon), La patrulla dels Castors (dibuix de MiTacq), Tanguy et Laverdure (dibuix d'Albert Uderzo, Jijé, Patrice Serres, Yvan Fernandez i Al Coutelis), Barbe-Rouge (dibuix de Victor Hubinon), Les Gringos (dibuix de Víctor de la Fuente), Dan Cooper (dibuix d'Albert Weinberg), Jacques Le Gall (dibuix de MiTacq), Jim Cutlass (dibuix de Jean Giraud i de Christian Rossi).